# Yasuhiro Takato
Yasuhiro Takato (高戸 靖広 Takato Yasuhiro, 23 de enero de 1968, Prefectura de Okayama) es un seiyū japonés. Entre otros roles, es reconocido por interpretar a Artemis en Sailor Moon. Está afiliado a Aoni Production.

## Roles interpretados

### Series de Anime
- Aoki Densetsu Shoot! como Akihiko Utsumi y Naoki Osakabe
- Baby Baachan como Taro Hayama
- Bakkyuu HIT! Crash Bedaman como Chouchou
- Battle Programmer Shirase como Rintarou Ose/America King
- Beyblade V-Force como Dunga
- Bikkuriman como Head Rococo
- Black Blood Brothers como Rinsuke Akai
- Black Jack como Gera y Komatsu
- Bobobo como Haou
- Boku no Hero Academia como el Director
- Boku no Hero Academia 2 como el Director Nezu
- Capitán Tsubasa como Jean
- Casshern Sins como Neji
- Desert Punk como Akio Kawaguchi y Haruo Kawaguchi
- Detective Conan como Clerk
- Digimon Adventure como Elecmon
- Digimon Frontier como Gotsumon
- Digimon Tamers como Gekomon
- Digimon Xros Wars como IceDevimon
- Digimon Xros Wars: The Boy Hunters Who Leapt Through Time como Fugamon
- Dragon Ball Z Kai como Gurdo y Yamu
- Ergo Proxy como Timothy
- Fortune Quest L como Kitton
- Fullmetal Alchemist (2003) como Gluttony
- Gear Senshi Dendoh como el Doctor Inou y Witter
- GeGeGe no Kitarō (2007) como Kyuuso, Kasa-obake, Kinomatsu, Tsuchikorobi y Wild
- Gekito! Crush Gear Turbo como Futoshi Harano
- Gundam SEED Destiny como Kuzzey Buskirk
- Hakaba Kitarō como Adobarana
- Haunted Junction como Kitabunkou
- Hetalia: Axis Powers como Rusia
- Hunter × Hunter como Shalnark
- Ike! Ina-chuu Takkyuubu como Tanaka
- Kaiketsu Zorori como Unibouzu
- Kaitou Saint Tail como Shou
- Kamisama Kazoku como Suguru
- Karakurizōshi Ayatsuri Sakon como Kouji Kameda
- Kekkaishi como Raizou
- Kindaichi Shounen no Jikenbo como Okazaki y Yutaka Shindou
- Los cielos azules de Romeo como Chino
- Mahō Tsukai Tai! como Rinpun & Kojin
- Mamimume Mogacho como Ma-rin
- Mobile Suit Gundam SEED como Kuzzey Buskirk y Romero Pal
- Mononoke como Mikuniyatamon
- My Hero Academia como Nedzu
- NANA como Takeda
- Nono-chan como Noboru Yamada
- Nube El Maestro del Infierno como Shoji Makurano
- One Piece como Aobire, Bepo, Buffalo, Butchie, Hotori, Kotori, Leo, Mr. 9, Peterman, Satori del Bosque y Wanze
- Pokémon como Kakureon
- Saikyō Ginga Ultimate Zero Battle Spirits como Rukinosu
- Sailor Moon como Artemis
- Shutsugeki! Machine Robo Rescue como F
- Slap Up Party: Arad Senki como Kerun
- Tanken Driland como Chowder
- Tanken Driland - 1000-nen no Mahō - como Eryx
- Toriko como Cumin
- Ultimate Muscle como El Kaerun
- Victory Gundam como Patrick
- World Trigger como Shōhei Kodera
- Xenosaga: The Animation como Hammer
- Zankyō no Terror como Hamada
- Zatch Bell! como Byonko
- Zombie Land Saga como Romero

### OVAs
- Condition Green como Ron Puccinoba
- Fullmetal Alchemist: Chibi Party como Gluttony
- Fullmetal Alchemist: Niños como Gluttony
- Fullmetal Alchemist: Siete homúnculos vs. Alquimistas estatales como Gluttony
- Fullmetal Alchemist: Reflexiones como Gluttony
- Golden Boy como Wakamoto
- Guyver como Yamamoto
- Hunter × Hunter como Shalnark
- Submarine 707R como Ryota Yamada
- encanto como: camilo

### Películas
- Animal Crossing como Champ el Mono
- Cutey Honey Flash como Panther Underling
- Fullmetal Alchemist: Conquistador de Shamballa como Gluttony
- GeGeGe no Kitarō (2007) como Kasa-obake
- Hetalia: Axis Powers como Rusia
- Kinnikuman Nisei: Muscle Ninjin Sōdatsu! Chōjin Daisensō como El Kaerun
- Mobile Suit Gundam F91 como Sam Erg
- Pikachuu no Doki-Doki Kakurenbo como Kakureon
- Rokudenashi Blues 1993 como Junichi Nakajima
- Sailor Moon R movie como Artemis
- Sailor Moon S The movie como Artemis
- Sailor Moon SuperS The movie como Artemis
- Salvando Nuestro Frágil Planeta como Tsubasa
- One Piece Film: Strong World como Billy
- Tamagotchi Honto no Hanashi como Tamagotchi Hoshi
- Tansuwarashi como Jirokichi

### Tokusatsu
- Hikōnin Sentai Akibaranger como el Productor Tsukada
- Mahō Sentai Magiranger como el Sacerdote de Hechicería Meemy

### Especiales de TV
- Ami-chan no Hatsukoi como Artemis
- Fatal Fury 2: La Nueva Batalla como Krauser (joven)
- One Piece: Especial de Nami como Buchi
- Sailor Moon SuperS como Artemis

### Videojuegos
- Bladestorm: The Hundred Years' War como William
- Dream Mix TV: World Fighters como Saru, Binbougami e Inu
- Lunar: Silver Star Story como Ramus
- Ratchet and Clank como Big Al
- Super Robot Taisen MX como Witter
- Tales of Legendia como Cashel

### Doblaje
- Boy Meets World como Frankie "The Enforcer" Stechino
- Lost como Hugo "Hurley" Reyes
- Monsters, Inc. como Thaddeus Bile
- Thomas y sus amigos como Edward(desde la temporada 1 a la 8) y como arthur.

## Música
- Interpretó la cuarta versión del ending de Hetalia: Axis Powers: Marukaite Chikyuu.[2]